# Liste der Wappen in der Städteregion Aachen
Die Liste der Wappen in der Städteregion Aachen zeigt alle Wappen in der Städteregion Aachen in Nordrhein-Westfalen, einschließlich historischer Wappen.

## Städteregion Aachen

Wappen der Städteregion Aachen
Die Städteregion Aachen in Nordrhein-Westfalen

## Wappen der Städte und Gemeinden

Stadt Aachen[1]
Stadt Alsdorf
Stadt Baesweiler
Stadt Eschweiler
Stadt Herzogenrath
Stadt Monschau
Gemeinde Roetgen
Gemeinde Simmerath
Stadt Stolberg (Rhld.)
Stadt Würselen

### Historische Wappen

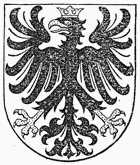
Historisches Stadtwappen von Aachen, 1888
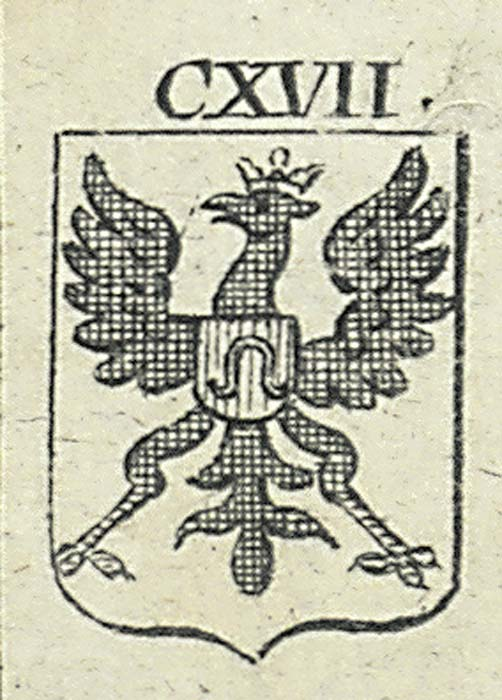
Historisches Stadtwappen von Aachen, 1774
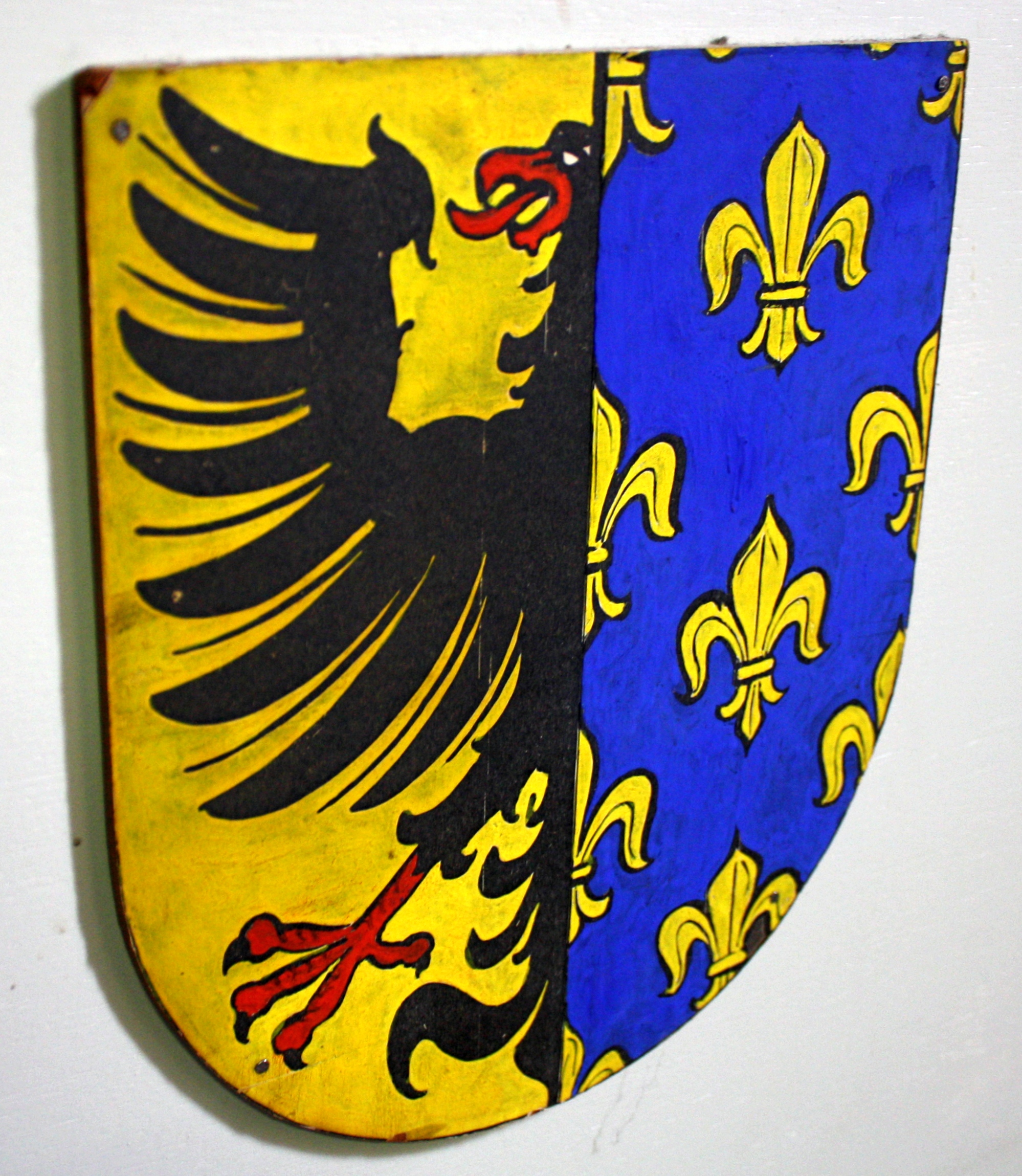
Aachener Stiftswappen, historisches Wappen des Marienstifts am Aachener Dom, 1721
Wappen es ehem. Kreises Monschau von 1956–1971

## Wappen ehemals selbständiger Gemeinden

### Ortsteile der Stadt Aachen

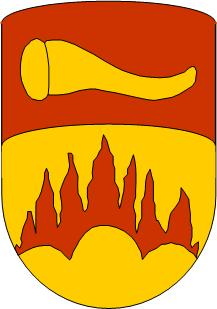
Brand
Burtscheid
Eilendorf
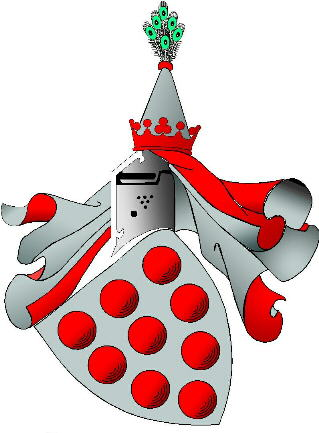
Forst
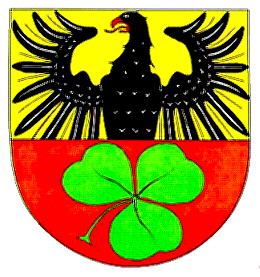
Haaren
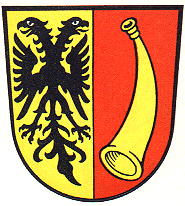
Kornelimünster
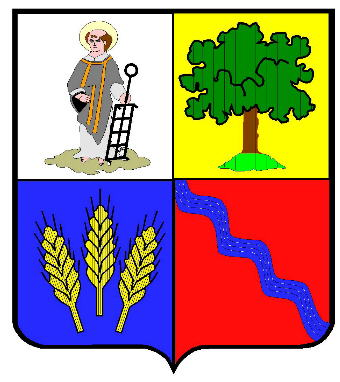
Laurensberg
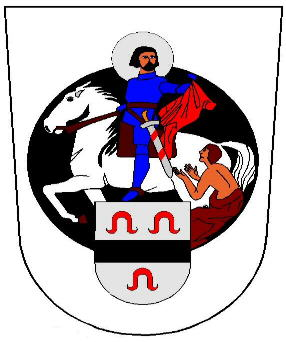
Richterich
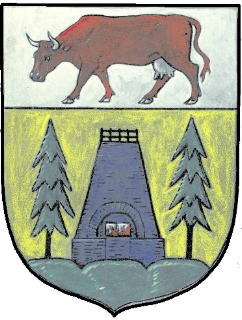
Walheim

### Ortsteile der Stadt Alsdorf

Bettendorf
Hoengen

### Ortsteile der Stadt Eschweiler

Dürwiß
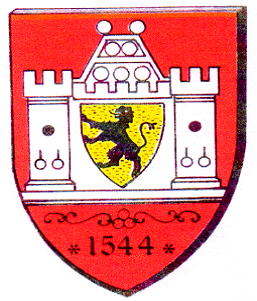
Nothberg
Weisweiler

### Ortsteile der Stadt Herzogenrath

Kohlscheid

### Ortsteile der Stadt Monschau

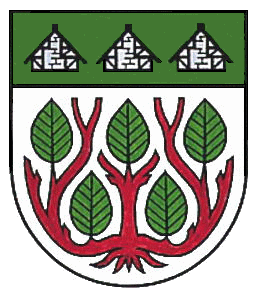
Höfen
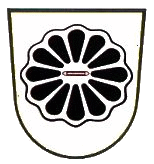
Imgenbroich
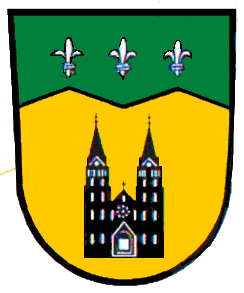
Kalterherberg
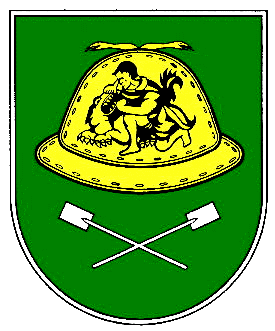
Mützenich
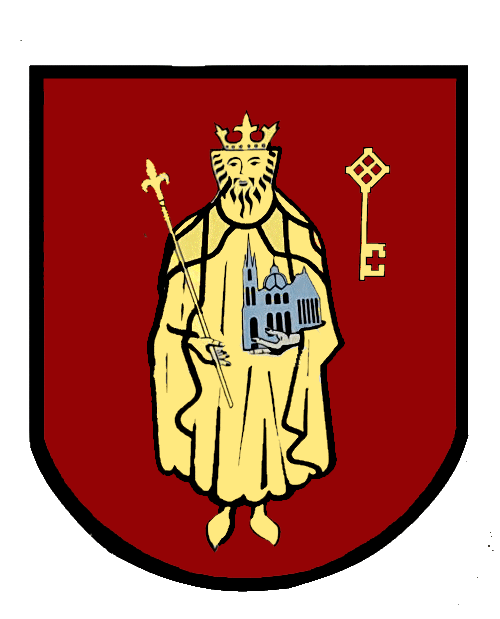
Konzen
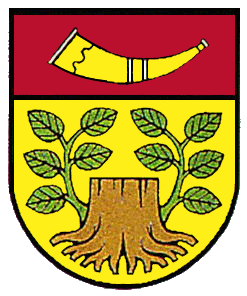
Rohren

### Ortsteile der Gemeinde Simmerath

Simmerath Ortsteil
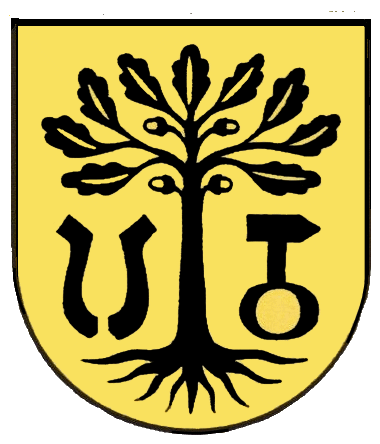
Eicherscheid
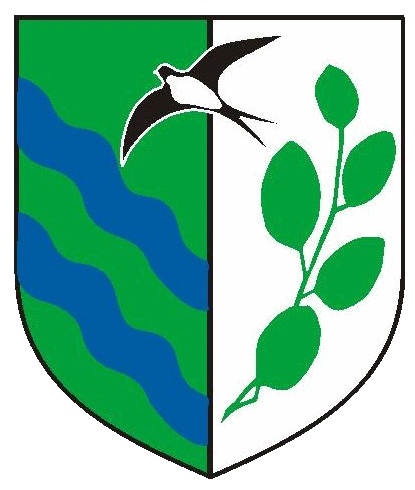
Kesternich
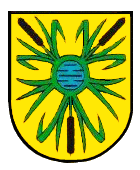
Rollesbroich
Steckenborn
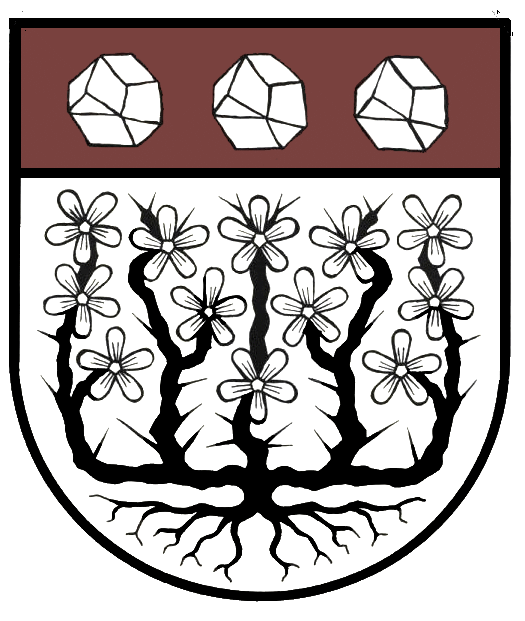
Strauch

### Ortsteile der Stadt Stolberg (Rhld.)

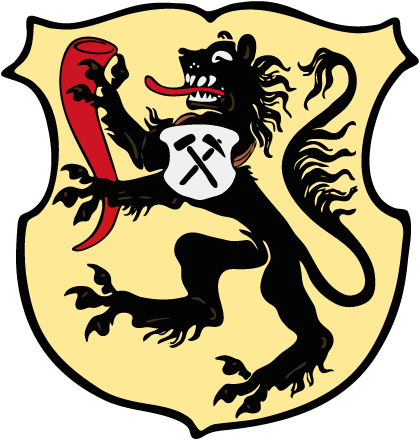
Gressenich
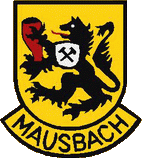
Mausbach

### Ortsteile der Stadt Würselen

Bardenberg
Broichweiden

## Blasonierungen
1. ↑  Aachen: „Die Stadt führt als Stadtwappen einen nach rechts blickenden, rotbewehrten schwarzen Adler auf goldenem Grund.“ (§ 3 Abs. (1) der Hauptsatzung der Stadt Aachen; PDF-Datei; 48 kB)